# Rybnica Mała
 Rybnica Mała – część wsi Grzmiąca w Polsce położona w województwie dolnośląskim, w powiecie wałbrzyskim, w gminie Głuszyca, w Górach Suchych w Sudetach Środkowych.
W latach 1975–1998 miejscowość należała administracyjnie do województwa wałbrzyskiego.

## Zabytki
Do wojewódzkiego rejestru zabytków wpisany jest:
- dawny młyn - gospoda, szachulcowy z 1713 r., ul. Turystyczna 12[4].